# KH-7

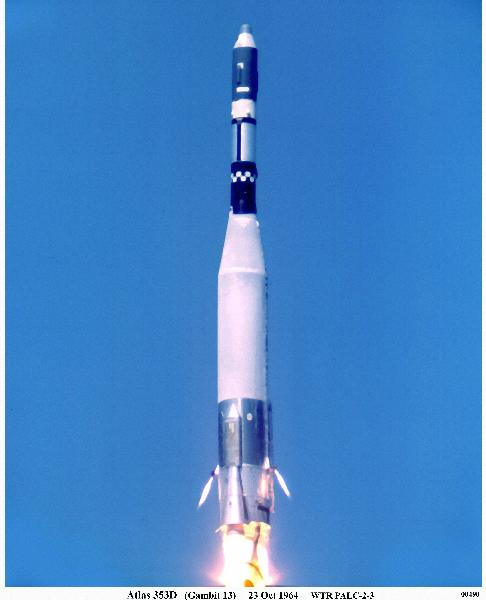
KH-7 13호를 싣고 발사된 아틀라스-아제나 로켓

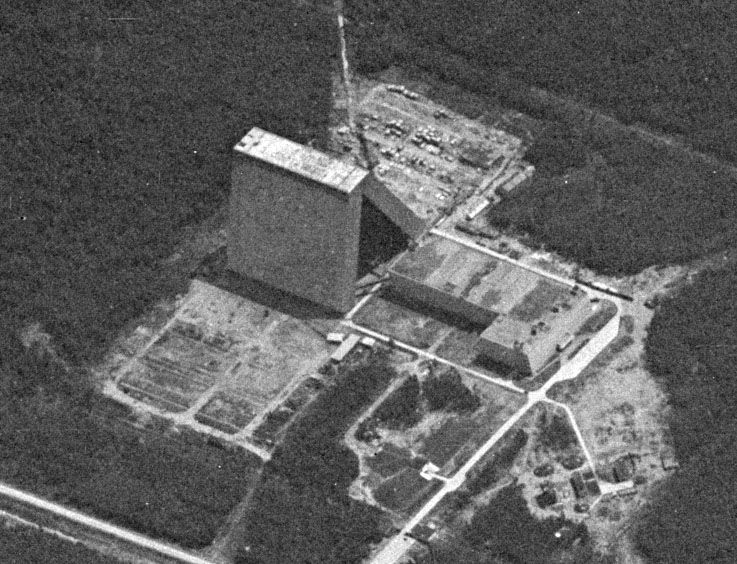
1967년 미국 KH-7 정찰위성이 촬영한 A-35 탄도 미사일 방어 시스템의 두나이-3 레이더

KH-7 갬빗은 미국의 정찰위성이다.

## 역사
1963년부터 1967년까지 5년 동안 사용되었다.
카메라 해상도는 2 ft (0.61 m)에서 3 ft (0.91 m)였다. 2021년 발사되는 한국의 아리랑 6호가 해상도 0.5 m이다. 58년 기술격차가 난다.
2002년 갬빗의 사진들이 기밀해제되어 일반에 공개되었다.
아틀라스-아제나 로켓으로 38회 발사했다. 미국 최초의 ICBM SM-65 아틀라스을 우주발사체로 개조한 것이다. 무게 155톤의 2단 액체연료(액체산소/등유) 로켓으로 무게 140톤의 2단 액체연료(액체산소/등유) 로켓인 한국의 나로호와 비슷하다. 무게 1톤의 인공위성을 지구 저궤도에 올릴 수 있다.

## 키홀
미국의 정찰위성은 앞에 KH가 붙는데, 이것을 키홀이라고 한다. 즉, 미국 정찰위성을 모두 총칭해서 키홀 시리즈라고 부른다. 반면에 한국은 군용과 민간용을 따로 발사하지 않고, 겸용으로 발사하는데, 아리랑 시리즈라고 부른다.
- KH-5 아르곤
- KH-7 갬빗, 해상도 0.6 m
- KH-8 갬빗 3, 해상도 0.1 m
- KH-9 헥사곤, 해상도 0.6 m
- KH-11 켄넨, 해상도 0.06 m, 얼굴인식은 힘든 정도.

## 같이 보기
- KH-11 키홀